# Josef Schintlmeister
Josef Schintlmeister (ur. 16 czerwca 1908 w Radstadt, zm. 14 sierpnia 1971 w Hinterglemm) – austriacko-niemiecki fizyk i alpinista.

## Życiorys
Podczas II wojny światowej pracował w ramach niemieckiego projektu energii jądrowej, znanego jako "Uranium Club". 
Po zakończeniu wojny został wysłany do pracy w ZSRR, uczestniczył w projekcie konstrukcji bomby atomowej. Następnie powrócił do Wiednia. Prowadził także działalność naukową na terenie NRD. Był profesorem fizyki w Wyższej Szkole Technicznej w Dreźnie oraz w Centralnym Instytucie Badań Jądrowych w Rosssendorfie.